# 寧陽県
寧陽県（ねいよう-けん）は、中華人民共和国山東省泰安市に位置する県。

## 行政区画
下部に2街道、10鎮、1郷を管轄する。
- 街道:文廟街道、八仙橋街道
- 鎮:泗店鎮、東疏鎮、伏山鎮、堽城鎮、蔣集鎮、磁窯鎮、華豊鎮、葛石鎮、東荘鎮、鶴山鎮
- 郷:郷飲郷